# Stupava (vattendrag)
Stupava är ett vattendrag i Tjeckien. Det ligger i den sydöstra delen av landet, 240 km sydost om huvudstaden Prag.